# Kalenahalli, Mandya
Kalenahalli là một làng thuộc tehsil Mandya, huyện Mandya, bang Karnataka, Ấn Độ.